# Endre Palócz
Endre Palócz (Budapest, 23 de marzo de 1911-Budapest, 11 de enero de 1988) fue un deportista húngaro que compitió en esgrima, especialista en las modalidades de florete y sable.
Participó en dos Juegos Olímpicos de Verano en los años 1948 y 1952, obteniendo una medalla de bronce en Helsinki 1952 en la prueba por equipos. Ganó cuatro medallas en el Campeonato Mundial de Esgrima entre los años 1951 y 1955.

## Palmarés internacional
| Juegos Olímpicos   | Juegos Olímpicos        | Juegos Olímpicos  | Juegos Olímpicos    |
| Año                | Lugar                   | Medalla           | Prueba              |
| ------------------ | ----------------------- | ----------------- | ------------------- |
| 1952               | Helsinki (Finlandia)    | Medalla de bronce | Florete por equipos |
| Campeonato Mundial |                         |                   |                     |
| Año                | Lugar                   | Medalla           | Prueba              |
| 1951               | Estocolmo (Suecia)      | Medalla de oro    | Sable por equipos   |
| 1953               | Bruselas (Bélgica)      | Medalla de bronce | Florete por equipos |
| 1954               | Luxemburgo (Luxemburgo) | Medalla de bronce | Florete por equipos |
| 1955               | Roma (Italia)           | Medalla de oro    | Sable por equipos   |